# Zana Khan (huyện)
Zana Khan là một huyện thuộc tỉnh Ghazni, Afghanistan. Dân số thời điểm năm 1999 là 10,359 người.